# هاینکل هائی ۵۷
هاینکل ۵۷ (به انگلیسی: Heinkel He 57) یک هواگرد ساختِ کارخانهٔ هاینکل در کشور آلمان است .